# Amici speciali (prima edizione)
La prima edizione del talent show musicale Amici speciali (sottotitolata Con TIM insieme per l'Italia), spin-off di Amici di Maria De Filippi, è andata in onda ogni venerdì in prima serata su Canale 5 dal 15 maggio al 5 giugno 2020 per quattro puntate con la conduzione di Maria De Filippi.
| Vincitori        | Vincitori |
| Amici speciali 1 | Irama     |
| ---------------- | --------- |

## Regolamento
Le due squadre bianca e blu si scontrano nelle 3 manche e sbloccano degli obiettivi scelti direttamente dalla protezione civile a sostegno della sanità italiana per la lotta contro il Covid 19. Nella prima e seconda manche le squadre si scontrano con 3 componenti ciascuno, giudicati dalla giuria composta da Sabrina Ferilli, Eleonora Abbagnato (dalla seconda puntata), Gerry Scotti e Giorgio Panariello, che possono dare singolarmente un voto da 70 a 200 per ogni esibizione e al termine di ogni manche vi è un campione, nella terza e ultima manche si sfidano tutti i 12 concorrenti, giudicati dal televoto, la squadra vincitrice decreta il concorrente vincitore di manche. Nello scontro finale i tre campioni vincitori delle 3 manche si sfidano con un recap delle esibizioni svolte, si votano tra loro con un punteggio sempre da 70 a 200, che va sommato al punteggio decretato dalla Giuria, Giuria Amici e dalle Emittenti radiofoniche.
Vi è la possibilità, nelle prime due manche, di schierare la Magic Ball per la squadra che dopo la terza prova è in svantaggio. La Magic Ball consiste in un'ulteriore prova decisa dai concorrenti che si sono esibiti e svolta da uno dei tre. Questa prova viene giudicata esclusivamente da Peppe Vessicchio. Inoltre il risultato di questa prova annulla il precedente punteggio delle squadre (salvo in caso di parità anche per Vessicchio), quindi decreta direttamente la squadra vincitrice della manche.

## Concorrenti
| Concorrente       | Categoria | Luogo di nascita      | Provenienza            | Stato                                        |
| ----------------- | --------- | --------------------- | ---------------------- | -------------------------------------------- |
| Irama             | Canto     | Carrara               | Amici 17               | Vincitore                                    |
| Michele Bravi     | Canto     | Città di Castello     | X Factor 7             | Secondo classificato                         |
| Alessio Gaudino   | Ballo     | Desenzano del Garda   | Amici 15               | Vincitore 1ª puntata - Terzo classificato    |
| Umberto Gaudino   | Ballo     | San Giorgio a Cremano | Amici 18               | Quarto classificato                          |
| The Kolors        | Canto     | Napoli                | Amici 14               | Finalisti rinunciatari - Supporter finalisti |
| Alberto Urso      | Canto     | Messina               | Amici 18               | Vincitore 2ª puntata - Supporter finalisti   |
| Andreas Müller    | Ballo     | Singen                | Amici 15 e Amici 16    | Supporter finalisti                          |
| Gabriele Esposito | Ballo     | Torre Annunziata      | Amici 15               | Supporter finalisti                          |
| Gaia Gozzi        | Canto     | Guastalla             | X Factor 10 e Amici 19 | Supporter finalisti                          |
| Giordana Angi     | Canto     | Vannes                | Amici 18               | Supporter finalisti                          |
| Javier Rojas      | Ballo     | L'Avana               | Amici 19               | Supporter finalisti                          |
| Random            | Canto     | Massa di Somma        | –                      | Supporter finalisti                          |

- Doveva essere presente anche Enrico Nigiotti (nona edizione) che poi si è ritirato a causa di un lutto ed è stato sostituito da Random.

## Divisione in squadre
Vincitore
     Finalista
| Squadra Bianca | Squadra Bianca         | Squadra Bianca |             | Squadra Blu                              | Squadra Blu  | Squadra Blu |
| Concorrenti    | Concorrenti            | Concorrenti    | Concorrenti | Concorrenti                              | Concorrenti  | Concorrenti |
| -------------- | ---------------------- | -------------- | ----------- | ---------------------------------------- | ------------ | ----------- |
| Posizione      | Nome                   | Disciplina     |             | Posizione                                | Nome         | Disciplina  |
| 2              | Michele Bravi          | canto          | 1           | Irama (Filippo Fanti)                    | cantautorato |             |
| 3              | Alessio Gaudino        | ballo          | 4           | Umberto Gaudino                          | latino       |             |
| Top 12         | Gaia Gozzi             | canto          | Top 12      | Gabriele Esposito                        | ballo        |             |
| Top 12         | Giordana Angi          | cantautorato   | Top 12      | Javier Rojas                             | classico     |             |
| Top 12         | Andreas Muller         | hip hop        | Top 12      | The Kolors (Antonio "Stash" Fiordispino) | band         |             |
| Top 12         | Random (Emanuele Caso) | rap            | Top 12      | Alberto Urso                             | lirico       |             |

## Tabellone delle esibizioni

### Prima puntata

#### Prima partita
| PROVA                     | SQUADRA BLU             | SQUADRA BLU             | PUNTI       | PUNTI       | SQUADRA BIANCA | SQUADRA BIANCA         | Organo giudicante |  |
| ------------------------- | ----------------------- | ----------------------- | ----------- | ----------- | -------------- | ---------------------- | ----------------- |  |
| I                         | The Kolors              | Come Together           | 510         | 455         | Andreas        | Thriller               | Giuria            |  |
| II                        | Gabriele                | Toy Soldier             | 447         | 480         | Michele        | Il diario degli errori | Giuria            |  |
| III                       | Alberto                 | Your Song               |             |             | Gaia           | Mas Que Nada           | Giuria            |  |
| PARZIALE                  |                         |                         |             |             |                |                        |                   |  |
|                           |                         |                         | 957         | 935         |                |                        |                   |  |
| MAGIC BALL SQUADRA BIANCA |                         |                         |             |             |                |                        |                   |  |
| I                         | The Kolors              | In the Air Tonight      |             |             | Andreas        | Le quattro stagioni    | Peppe Vessicchio  |  |
| VITTORIA                  | SQUADRA BLU             | SQUADRA BLU             | SQUADRA BLU | SQUADRA BLU | SQUADRA BLU    | SQUADRA BLU            | SQUADRA BLU       |  |
| VINCITORE PRIMA PARTITA   | VINCITORE PRIMA PARTITA | VINCITORE PRIMA PARTITA | The Kolors  | The Kolors  | The Kolors     | The Kolors             | The Kolors        |  |

#### Seconda partita
| PROVA                     | SQUADRA BLU               | SQUADRA BLU                      | PUNTI           | PUNTI           | SQUADRA BIANCA  | SQUADRA BIANCA        | Organo giudicante |  |
| ------------------------- | ------------------------- | -------------------------------- | --------------- | --------------- | --------------- | --------------------- | ----------------- |  |
| I                         | Umberto                   | Mambo Italiano                   | 480             | 493             | Giordana        | I'll Never Love Again | Giuria            |  |
| II                        | Irama                     | La ragazza con il cuore di latta | 575             | 427             | Alessio         | Toxic                 | Giuria            |  |
| III                       | Javier                    | What a Wonderful World           |                 |                 | Random          | Chiasso               | Giuria            |  |
| PARZIALE                  |                           |                                  |                 |                 |                 |                       |                   |  |
|                           |                           |                                  | 1055            | 920             |                 |                       |                   |  |
| MAGIC BALL SQUADRA BIANCA |                           |                                  |                 |                 |                 |                       |                   |  |
| I                         | Irama                     | Radioactive                      |                 |                 | Giordana        | La Vita               | Peppe Vessicchio  |  |
| VITTORIA                  | SQUADRA BIANCA            | SQUADRA BIANCA                   | SQUADRA BIANCA  | SQUADRA BIANCA  | SQUADRA BIANCA  | SQUADRA BIANCA        | SQUADRA BIANCA    |  |
| VINCITORE SECONDA PARTITA | VINCITORE SECONDA PARTITA | VINCITORE SECONDA PARTITA        | Alessio Gaudino | Alessio Gaudino | Alessio Gaudino | Alessio Gaudino       | Alessio Gaudino   |  |

#### Terza partita
| BIANCA                  | Alessio                 | IMPROVVISAZIONE                 | Televoto       | BLU            |               |               |               |
| BLU                     | The Kolors              | Non è vero                      | Televoto       | BIANCHI        |               |               |               |
| BIANCA                  | Andreas                 | Haunted                         | Televoto       | BIANCHI        |               |               |               |
| BLU                     | Irama                   | Mediterranea                    | Televoto       | -              |               |               |               |
| BIANCA                  | Giordana                | Amami adesso                    | Televoto       | -              |               |               |               |
| BLU                     | Alberto                 | Quando quando quando (con J-Ax) | Televoto       | -              |               |               |               |
| BIANCA                  | Michele                 | La vita breve dei coriandoli    | Televoto       | -              |               |               |               |
| BLU                     | Umberto                 | The Dirty Boogie                | Televoto       | BLU            |               |               |               |
| BIANCA                  | Gaia                    | Chega                           | Televoto       | PARITÀ         |               |               |               |
| BLU                     | Javier                  | Bolero                          | Televoto       | -              |               |               |               |
| BIANCA                  | Random                  | Pianeti                         | Televoto       | -              |               |               |               |
| BLU                     | Gabriele                | IMPROVVISAZIONE                 | Televoto       | -              |               |               |               |
| VITTORIA                | SQUADRA BIANCA          | SQUADRA BIANCA                  | SQUADRA BIANCA | SQUADRA BIANCA |               |               |               |
| VINCITORE TERZA PARTITA | VINCITORE TERZA PARTITA | VINCITORE TERZA PARTITA         | Michele Bravi  | Michele Bravi  | Michele Bravi | Michele Bravi | Michele Bravi |

Vincitore di puntata
A decretare il vincitore di puntata è tutta la giuria d'eccezione nelle sue componenti di Giuria (Panariello, Scotti, Ferilli), Giuria "Amici" (Vessicchio, Celentano, Zerbi), i rappresentanti delle emittenti radiofoniche presenti in studio (Pettinelli, Cappelletti, Gentile, Sansone) e gli stessi vincitori delle 3 manche; anche loro, come le giurie, assegnano una valutazione da 70 a 200 punti ad entrambi gli altri due vincitori senza potersi in questo caso autovotare.
I voti della giuria sono segreti mentre quelli dei tre vincitori sono palesi.
| Vincitori manche | Voto a "The Kolors" | Voto a "Michele Bravi" | Voto a "Alessio Gaudino" |
| ---------------- | ------------------- | ---------------------- | ------------------------ |
| The Kolors       | -                   | 200                    | 200                      |
| Michele Bravi    | 199                 | -                      | 200                      |
| Alessio Gaudino  | 200                 | 200                    | -                        |
| TOTALE parziale  | 399                 | 400                    | 400                      |

| Vincitore di puntata | Vincitore di puntata | Vincitore di puntata | Vincitore di puntata | Vincitore di puntata | Alessio Gaudino | Alessio Gaudino | Alessio Gaudino | Alessio Gaudino | Alessio Gaudino |
| -------------------- | -------------------- | -------------------- | -------------------- | -------------------- | --------------- | --------------- | --------------- | --------------- | --------------- |

### Seconda puntata

#### Prima partita
| PROVA                     | SQUADRA BLU             | SQUADRA BLU                                             | PUNTI       | PUNTI       | SQUADRA BIANCA | SQUADRA BIANCA      | Organo giudicante |  |
| ------------------------- | ----------------------- | ------------------------------------------------------- | ----------- | ----------- | -------------- | ------------------- | ----------------- |  |
| I                         | Umberto                 | Ameksa, Malaguena                                       | 697         | 689         | Gaia           | La prima cosa bella | Giuria            |  |
| II                        | Alberto                 | Nessun dorma                                            | 629         | 592         | Andreas        | Get Naked           | Giuria            |  |
| III                       | The Kolors              | Another Brick in The Wall                               |             |             | Alessio        | Sotto casa          | Giuria            |  |
| PARZIALE                  |                         |                                                         |             |             |                |                     |                   |  |
|                           |                         |                                                         | 1326        | 1281        |                |                     |                   |  |
| MAGIC BALL SQUADRA BIANCA |                         |                                                         |             |             |                |                     |                   |  |
| I                         | Alberto                 | Medley: Who Wants to Live Forever e The Show Must Go On |             |             | Alessio        | In This Shirt       | Peppe Vessicchio  |  |
| VITTORIA                  | SQUADRA BLU             | SQUADRA BLU                                             | SQUADRA BLU | SQUADRA BLU | SQUADRA BLU    | SQUADRA BLU         | SQUADRA BLU       |  |
| VINCITORE PRIMA PARTITA   | VINCITORE PRIMA PARTITA | VINCITORE PRIMA PARTITA                                 | Alberto     | Alberto     | Alberto        | Alberto             | Alberto           |  |

#### Seconda partita
| PROVA                     | SQUADRA BLU               | SQUADRA BLU               | PUNTI          | PUNTI          | SQUADRA BIANCA | SQUADRA BIANCA | Organo giudicante |  |
| ------------------------- | ------------------------- | ------------------------- | -------------- | -------------- | -------------- | -------------- | ----------------- |  |
| I                         | Javier                    | It Don't Mean a Thing     | 618            | 627            | Michele        | Mad World      | Giuria            |  |
| II                        | Gabriele                  | Phonography               | 558            | 562            | Giordana       | Casa           | Giuria            |  |
| III                       | Irama                     | Diavolo in me             |                |                | Random         | È sempre bello | Giuria            |  |
| PARZIALE                  |                           |                           |                |                |                |                |                   |  |
|                           |                           |                           | 1176           | 1189           |                |                |                   |  |
| MAGIC BALL SQUADRA BLU    |                           |                           |                |                |                |                |                   |  |
| I                         | Gabriele                  | Streets of Philadelphia   |                |                | Michele        | Life on Mars?  | Peppe Vessicchio  |  |
| VITTORIA                  | SQUADRA BIANCA            | SQUADRA BIANCA            | SQUADRA BIANCA | SQUADRA BIANCA | SQUADRA BIANCA | SQUADRA BIANCA | SQUADRA BIANCA    |  |
| VINCITORE SECONDA PARTITA | VINCITORE SECONDA PARTITA | VINCITORE SECONDA PARTITA | Random         | Random         | Random         | Random         | Random            |  |

#### Terza partita
| BIANCA                  | Alessio                 | Iron                                        | Televoto    | -           |          |          |          |
| BLU                     | Irama                   | Mediterranea                                | Televoto    | -           |          |          |          |
| BIANCA                  | Gaia                    | Coco Chanel                                 | Televoto    | -           |          |          |          |
| BLU                     | Gabriele                | Goodbye                                     | Televoto    | BLU         |          |          |          |
| BIANCA                  | Random                  | Sono un bravo ragazzo un po' fuori di testa | Televoto    | -           |          |          |          |
| BLU                     | The Kolors              | Medley: Frida (mai, mai, mai) e Everytime   | Televoto    | BLU         |          |          |          |
| BLU                     | Javier                  | Medley Afrique Eternelle/Interlude          | Televoto    | -           |          |          |          |
| BIANCA                  | Giordana                | Tu es foutu                                 | Televoto    | -           |          |          |          |
| BLU                     | Umberto                 | Preferisco così                             | Televoto    | BLU         |          |          |          |
| BIANCA                  | Michele                 | Vengo dalla Luna                            | Televoto    | -           |          |          |          |
| BLU                     | Alberto                 | Zombie                                      | Televoto    | -           |          |          |          |
| BIANCA                  | Andreas                 | Iron Sky                                    | Televoto    | -           |          |          |          |
| VITTORIA                | SQUADRA BLU             | SQUADRA BLU                                 | SQUADRA BLU | SQUADRA BLU |          |          |          |
| VINCITORE TERZA PARTITA | VINCITORE TERZA PARTITA | VINCITORE TERZA PARTITA                     | Gabriele    | Gabriele    | Gabriele | Gabriele | Gabriele |

Vincitore di puntata
A decretare il vincitore di puntata è tutta la giuria d'eccezione nelle sue componenti di Giuria (Panariello, Scotti, Ferilli, Abbagnato), Giuria "Amici" (Vessicchio, Celentano, Zerbi), i rappresentanti delle emittenti radiofoniche presenti in studio (Pettinelli, Cappelletti, Gentile, Sansone) e gli stessi vincitori delle 3 manche; anche loro, come le giurie, assegnano una valutazione da 70 a 200 punti ad entrambi gli altri due vincitori senza potersi in questo caso autovotare.
I voti della giuria sono segreti mentre quelli dei tre vincitori sono palesi.
| Vincitori manche  | Voto a "Alberto" | Voto a "Random" | Voto a "Gabriele" |
| ----------------- | ---------------- | --------------- | ----------------- |
| Alberto Urso      | -                | 200             | 200               |
| Random            | 193              | -               | 175               |
| Gabriele Esposito | 200              | 200             | -                 |
| Totale parziale   | 393              | 400             | 375               |

| Vincitore di puntata | Vincitore di puntata | Vincitore di puntata | Vincitore di puntata | Vincitore di puntata | Alberto Urso | Alberto Urso | Alberto Urso | Alberto Urso | Alberto Urso |
| -------------------- | -------------------- | -------------------- | -------------------- | -------------------- | ------------ | ------------ | ------------ | ------------ | ------------ |

### Semifinale

#### Prima partita
| PROVA                  | SQUADRA BLU        | SQUADRA BLU         | PUNTI          | PUNTI          | SQUADRA BIANCA  | SQUADRA BIANCA               | Organo giudicante |  |
| ---------------------- | ------------------ | ------------------- | -------------- | -------------- | --------------- | ---------------------------- | ----------------- |  |
| I                      | Umberto            | Mi Gente            | 618            | 589            | Giordana        | Amami adesso                 | Giuria            |  |
| II                     | Gabriele           | Le quattro stagioni | 613            | 696            | Michele         | La vita breve dei coriandoli | Giuria            |  |
| III                    | The Kolors         | Non è vero          |                |                | Alessio         | Albergo ad ore               | Giuria            |  |
| PARZIALE               |                    |                     |                |                |                 |                              |                   |  |
|                        |                    |                     | 1231           | 1285           |                 |                              |                   |  |
| MAGIC BALL SQUADRA BLU |                    |                     |                |                |                 |                              |                   |  |
| I                      | The Kolors e Irama | Numb                |                |                | Giordana e Gaia | La cura                      | Peppe Vessicchio  |  |
| VITTORIA               | SQUADRA BIANCA     | SQUADRA BIANCA      | SQUADRA BIANCA | SQUADRA BIANCA | SQUADRA BIANCA  | SQUADRA BIANCA               | SQUADRA BIANCA    |  |
| PRIMO FINALISTA        | PRIMO FINALISTA    | PRIMO FINALISTA     | Michele        | Michele        | Michele         | Michele                      | Michele           |  |

#### Seconda partita
| PROVA                     | SQUADRA BLU       | SQUADRA BLU                     | PUNTI       | PUNTI       | SQUADRA BIANCA | SQUADRA BIANCA                              | Organo giudicante |  |
| ------------------------- | ----------------- | ------------------------------- | ----------- | ----------- | -------------- | ------------------------------------------- | ----------------- |  |
| I                         | Alberto           | Quando quando quando (con J-Ax) | 680         | 627         | Andreas        | Like I Love You                             | Giuria            |  |
| II                        | Irama             | I Don't Want to Miss a Thing    | 733         | 744         | Gaia           | Chega                                       | Giuria            |  |
| III                       | Javier            | Missing                         |             |             | Random         | Sono un bravo ragazzo un po' fuori di testa | Giuria            |  |
| PARZIALE                  |                   |                                 |             |             |                |                                             |                   |  |
|                           |                   |                                 | 1413        | 1371        |                |                                             |                   |  |
| MAGIC BALL SQUADRA BIANCA |                   |                                 |             |             |                |                                             |                   |  |
| I                         | Irama             | Sex on Fire                     |             |             | Gaia           | I Put a Spell on You                        | Peppe Vessicchio  |  |
| VITTORIA                  | SQUADRA BLU       | SQUADRA BLU                     | SQUADRA BLU | SQUADRA BLU | SQUADRA BLU    | SQUADRA BLU                                 | SQUADRA BLU       |  |
| SECONDO FINALISTA         | SECONDO FINALISTA | SECONDO FINALISTA               | Irama       | Irama       | Irama          | Irama                                       | Irama             |  |

#### Terza partita
| BIANCA          | Gaia            | Mash-up: Shape of You e Dance Monkey | Televoto       | BIANCHI        |                |                |                |
| BLU             | Umberto         | 'O sarracino                         | Televoto       | -              |                |                |                |
| BLU             | Javier          | Variazione classica                  | Televoto       | -              |                |                |                |
| BIANCA          | Giordana        | Non, je ne regrette rien             | Televoto       | PARITÀ         |                |                |                |
| BIANCA          | Alessio         | The Gravel Road                      | Televoto       | PARITÀ         |                |                |                |
| BLU             | Alberto         | Ave Maria                            | Televoto       | BIANCA         |                |                |                |
| BIANCA          | Random          | L'essenziale                         | Televoto       | BLU            |                |                |                |
| BLU             | Gabriele        | Like a Prayer                        | Televoto       | BLU            |                |                |                |
| BLU             | The Kolors      | Man in the Mirror                    | Televoto       | -              |                |                |                |
| BIANCA          | Andreas         | Mio fratello                         | Televoto       | -              |                |                |                |
| VITTORIA        | SQUADRA BIANCA  | SQUADRA BIANCA                       | SQUADRA BIANCA | SQUADRA BIANCA | SQUADRA BIANCA | SQUADRA BIANCA | SQUADRA BIANCA |
| TERZO FINALISTA | TERZO FINALISTA | TERZO FINALISTA                      | Alessio        | Alessio        | Alessio        | Alessio        | Alessio        |

Al termine della puntata, i tre finalisti scelgono il quarto concorrente che gareggerà in finale, i The Kolors.
Nel corso della settimana la band si ritira. Il quarto finalista scelto è Umberto.

### Finale

#### Prima partita
| PROVA    | SQUADRA UMBERTO | SQUADRA UMBERTO                 | PARZIALE    | PARZIALE    | SQUADRA ALESSIO | SQUADRA ALESSIO | Organo giudicante |
| -------- | --------------- | ------------------------------- | ----------- | ----------- | --------------- | --------------- | ----------------- |
| I        | Umberto         | Tango... (della gelosia)        |             |             | The Kolors      | Non è vero      | Televoto          |
| II       | Alberto         | Quando quando quando (con J-Ax) |             |             | Alessio         | Spalle al muro  | Televoto          |
| III      | Umberto         | Love Story                      |             |             | Giordana        | Amami adesso    | Televoto          |
| IV       | Andreas         | Cara                            |             |             | Alessio         | First Step      | Televoto          |
| QUARTO   | UMBERTO 49%     | UMBERTO 49%                     | UMBERTO 49% | UMBERTO 49% | UMBERTO 49%     | UMBERTO 49%     | UMBERTO 49%       |
| VITTORIA | ALESSIO 51%     | ALESSIO 51%                     | ALESSIO 51% | ALESSIO 51% | ALESSIO 51%     | ALESSIO 51%     | ALESSIO 51%       |

#### Seconda partita
| PROVA    | SQUADRA MICHELE | SQUADRA MICHELE                             | PARZIALE    | PARZIALE    | SQUADRA ALESSIO | SQUADRA ALESSIO                       | Organo giudicante |
| -------- | --------------- | ------------------------------------------- | ----------- | ----------- | --------------- | ------------------------------------- | ----------------- |
| I        | Michele         | La vita breve dei coriandoli                | [ N 1 ]     |             | Gabriele        | Breathe on Me                         | Televoto          |
| II       | Gaia            | Coco Chanel                                 |             |             | Alessio         | Believe                               | Televoto          |
| III      | Javier          | La notte                                    |             |             | Giordana        | Hallelujah                            | Televoto          |
| IV       | Michele         | Quelli che benpensano                       |             |             | The Kolors      | Medley: Love of My Life e Radio Ga Ga | Televoto          |
| V        | Random          | Sono un bravo ragazzo un po' fuori di testa |             |             | Alessio         | Jeeg Robot d'acciaio                  | Televoto          |
| TERZO    | ALESSIO 31%     | ALESSIO 31%                                 | ALESSIO 31% | ALESSIO 31% | ALESSIO 31%     | ALESSIO 31%                           | ALESSIO 31%       |
| VITTORIA | MICHELE 69%     | MICHELE 69%                                 | MICHELE 69% | MICHELE 69% | MICHELE 69%     | MICHELE 69%                           | MICHELE 69%       |

#### Finalissima
| PROVA     | SQUADRA MICHELE | SQUADRA MICHELE             | PARZIALE    | PARZIALE    | SQUADRA IRAMA | SQUADRA IRAMA                     | Organo giudicante |
| --------- | --------------- | --------------------------- | ----------- | ----------- | ------------- | --------------------------------- | ----------------- |
| I         | Michele         | Il diario degli errori      |             |             | Irama         | Mediterranea                      | Televoto          |
| II        | Gaia            | Moon River                  |             |             | The Kolors    | Siamo solo noi                    | Televoto          |
| III       | Giordana        | Canzone per te              | [ N 2 ]     |             | Gabriele      | Wasting My Young Years            | Televoto          |
| IV        | Random          | Hai delle isole negli occhi |             |             | Andreas       | Formidable                        | Televoto          |
| V         | Javier          | Creep                       |             |             | Alberto       | Se                                | Televoto          |
| VI        | Michele         | C'è tempo                   |             |             | Irama         | Non riesco a respirare (monologo) | Televoto          |
| SECONDO   | MICHELE 48%     | MICHELE 48%                 | MICHELE 48% | MICHELE 48% | MICHELE 48%   | MICHELE 48%                       | MICHELE 48%       |
| VINCITORE | IRAMA 52%       | IRAMA 52%                   | IRAMA 52%   | IRAMA 52%   | IRAMA 52%     | IRAMA 52%                         | IRAMA 52%         |

## Giuria

### Giuria d'eccezione
- Gerry Scotti
- Eleonora Abbagnato[N 3]
- Sabrina Ferilli
- Giorgio Panariello

### Volti storici di "Amici"
- Peppe Vessicchio
- Alessandra Celentano
- Rudy Zerbi

### Rappresentanti Network Radiofonici
- Alessandro Sansone per Radio 105
- Daniela Cappelletti per Radio Italia
- Anna Pettinelli per RDS
- Federica Gentile per RTL 102.5

## Ospiti
| Puntata    | Messa in onda  | Ospiti            |
| ---------- | -------------- | ----------------- |
| 1          | 15 maggio 2020 | –                 |
| 2          | 22 maggio 2020 | –                 |
| Semifinale | 29 maggio 2020 | –                 |
| Finale     | 5 giugno 2020  | J-Ax, Carlo Conti |

## Ascolti
| Puntata    | Messa in onda  | Telespettatori | Share  | Fonte |
| ---------- | -------------- | -------------- | ------ | ----- |
| 1          | 15 maggio 2020 | 3 875 000      | 18,80% | [ 4 ] |
| 2          | 22 maggio 2020 | 3 042 000      | 16,10% | [ 5 ] |
| Semifinale | 29 maggio 2020 | 3 005 000      | 16,70% | [ 6 ] |
| Finale     | 5 giugno 2020  | 3 206 000      | 16,62% | [ 7 ] |
| Media      | Media          | 3 282 000      | 17,06% |       |